# Piotr Sawaczkin
Piotr Zacharawicz Sawaczkin (biał. Пётр Захаравіч Савачкін; ur. 11 czerwca 1911 w Rodzinie, zm. 11 listopada 1975) – białoruski historyk, nauczyciel, wykładowca akademicki, kandydat nauk historycznych (odpowiednik polskiego stopnia doktora).

## Życiorys
Urodził się 11 czerwca 1911 roku we wsi Rodzino w Imperium Rosyjskim (obecnie rejon łozieński Białorusi). W latach 1931–1940 pracował jako nauczyciel w szkołach obwodu witebskiego Białoruskiej SRR. W 1940 roku ukończył Białoruski Uniwersytet Państwowy (BUP). Brał udział w walkach na froncie niemiecko-radzieckim II wojny światowej. Od 1949 roku był wykładowcą BUP, jednocześnie w latach 1950–1955 pełnił funkcję kierownika Katedry Historii i zastępcy dyrektora Mińskiej Szkoły Ruchu Związkowego Wszechzwiązkowej Centralnej Rady Związków Zawodowych. W 1953 roku uzyskał stopień kandydata nauk historycznych (odpowiednik polskiego stopnia doktora). W 1955 roku został docentem. W latach 1956–1973 pracował jako dziekan Wydziału Historii, jednocześnie w latach 1959–1975 kierownik Katedry Historii ZSRR BUP. Zmarł 11 listopada 1975 roku.
Piotr Sawaczkin w swojej pracy naukowej zajmował się badaniem sytuacji społeczno-ekonomicznej i kulturowej robotników na ziemiach północno-wschodnich II Rzeczypopolitej, kontaktów międzynarodowych Białoruskiej SRR w dwudziestoleciu międzywojennym, kwestii tworzenia się białoruskiej radzieckiej historiografii. Był autorem m.in. prac:
- Baraćba za uładu Sawietau u zachodnich abłaściach Biełarusi u 1918–1920 hh. (1952);
- Ekspansija zachodniaha kapitału u Zachodniaj Biełarusi u 1919–1939 hh. (1968)[1].